# Birra Italia
Birra Italia è una birra premium pilsner italiana prodotta dal 1906, in origine dall'omonimo birrificio con sede a Milano; dal 2007 è stata acquisita da HoReCaRe, azienda specializzata nelle bevande.

## Storia
Birra Italia nasce nel 1906, nel periodo storico, culturale e artistico della Belle Époque e quindi in un clima positivo, caratterizzato da grande ottimismo ed entusiasmo e favorevole allo sviluppo.
Il primo stabilimento era a Milano in corso Sempione e produceva tre tipi di birra, una chiara, una scura ed un'alta gradazione, attingendo un'acqua pura, perfetta per la birra, da tre pozzi che si trovavano proprio dentro alla fabbrica.
Grazie anche a questa risorsa, il birrificio si affermò in breve tempo, assorbendo negli anni ‘30 la Birra Milano, la Birra Seriate di proprietà Wunster e la Birreria Ambrosiana.
Negli anni '50 cominciano però i problemi. Si verifica infatti nella zona un terremoto di lieve entità, senza danni in superficie, che però rovina irreparabilmente l'acqua dei pozzi di Birra Italia, rendendola dura e poco adatta alla produzione.
Sopravvengono poi anche questioni sindacali e cambiamenti societari e, all'inizio degli anni ‘70, si assiste ad una progressiva uscita di Birra Italia dal mercato.
Nel 2007, con l'acquisizione da parte di HoReCaRe, azienda specializzata in bevande, il marchio ritorna in produzione.

## Produzione attuale
Attualmente Birra Italia è prodotta a San Giorgio di Nogaro (UD) e Pedavena (BL).

## Caratteristiche della birra
Birra Italia è una premium pils, chiara, di bassa fermentazione, non troppo amara e abbastanza leggera, con una gradazione alcolica del 4,9% vol.